# Ante Grgin
Ante Grgin, né en 1945, est un clarinettiste et compositeur serbe d'origine croate.

## Éducation
Ante Grgin est né à Kaštel Novi en République socialiste de Croatie, faisant partie de la République fédérative socialiste de Yougoslavie, et a commencé sa formation à l'École de Musique de Split. Il a terminé son premier cycle en 1969 et fut diplômé en 1974 de l'Académie de Musique de Belgrade, sous la tutelle du professeur Bruno Brun,.

## Carrière
Grgin était la deuxième, et, par la suite, première clarinette solo de l'Orchestre philharmonique de Belgrade et est membre de l'Ensemble de Musique Nouvelle. En tant que soliste et musicien de chambre, il a joué dans le pays et à l'étranger (France, Suisse, Italie, Hongrie, Tchécoslovaquie, Russie, Biélorussie, Chine, etc.) et a participé à divers festivals, tels que : BEMUS, Les Jours en l'Honneur de Mokranjac, Marble Sounds, etc.,,,,,

## Compositions
Grgin a composé un certain nombre de pièces pour piano, violon, alto, flûte, clarinette, saxophone, hautbois, basson, trompette, cor. Les nombreux artistes qui ont exécuté ses compositions comptent parmi des musiciens de renom, tels qu'Irena Grafenauer et Mate Bekavac,.

## Son enseignement
Grgin est professeur de clarinette et président du Département des Instruments à Vent à la Faculté de Musique de Belgrade, où il enseigne depuis 1995, et à la Faculté des Arts de Niš,,,.

## Distinctions et honneurs
En tant qu'étudiant, Grgin a remporté le Deuxième Prix au Concours International des Jeunesses Musicales à Belgrade (1971) et a également connu un succès remarquable lors de divers concours internationaux prestigieux à Genève, Munich et Prague. Plus tard, au cours de sa carrière professionnelle, il a obtenu de nombreux prix, tels que le prix "Dositej Obradović", une médaille de reconnaissance de la ville de Belgrade, une lettre de reconnaissance de la Faculté de Musique, la médaille d'or de l'Orchestre philharmonique de Belgrade à l'occasion du 75e anniversaire de cette institution, la médaille d'argent de l'Université des Arts, ainsi que le prix de l'Association des Artistes de la Musique de la Serbie pour le Meilleur Concert de la Saison. Grgin a été membre du jury de divers concours,,,,.

## Affiliations
Grgin est membre de l' Association des Artistes de la Musique de la Serbie.